# Sinamaica (Venezuela)
Pour les articles homonymes, voir Sinamaica.
Sinamaica est le chef-lieu de la municipalité d'Indígena Bolivariano Guajira dans l'État de Zulia au Venezuela. La population avoisine les 2 000 habitants.

## Géographie

### Localisation
La ville est située au bord de la lagune de Sinamaica dont elle est séparée par un cordon dunaires, au nord du río Limón, dans la partie nord-ouest de l'État de Zulia, au nord et à 66 kilomètres de Maracaibo, capitale de l'État.

### Transports

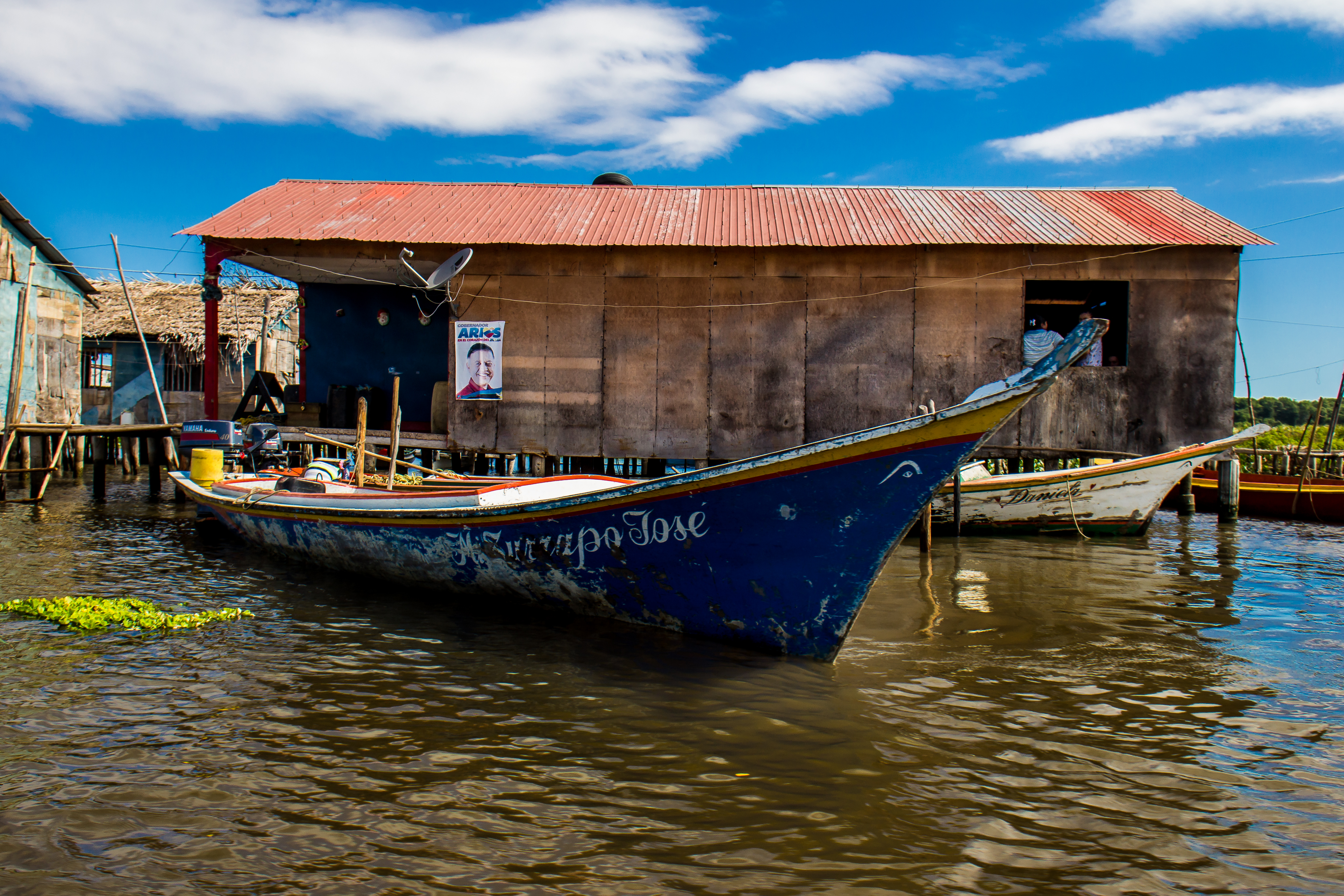
Une curiara, embarcation typique qui permet de relier les communautés palafittes de la lagune de Sinamaica.

Sinamaica est reliée par la route à Maracaibo au sud (66 km), à la frontière colombienne au nord-ouest (50 km). Les communautés villageoises se déplacent majoritairement avec les curarias, petites embarcations typique de la lagune.

## Histoire
Les origines de Sinamaica remontent à la création de deux complexes de défense du golfe de Maracaibo, les forts de San Juan de Guillena bâti en 1591 et de San Bartolomé construit par le brigadier Antonio de Arévalo (1715-1800).
En 1776, le vice-roi de Nouvelle-Grenade Manuel Guirior (1708-1788) se plaint que Sinamaica abrite des contrebandiers. En 1789, une garnison s'installe, connue sous le nom de establecimiento de Sinamaica, l'« établissement de Sinamaica » ainsi que des pêcheurs et des agriculteurs.
Le 19 février 1790, le vice-roi José Espeleta de Veire de Galdecino demande au roi de séparer Sinamaica de la province de Riohacha dont elle dépend pour la rattacher à celle de Maracaibo. Ce rattachement est effectif par décret royal du 13 août. Le 24 est fondée officiellement San Bartolomé de Sinamaica. À partir de cette période, la localité incarne le pouvoir central et administratif de Maracaibo auprès des habitants de la péninsule de Guajira. À la fin du XVIIIe siècle, la localité est un relais de poste entre la vice-royauté de Nouvelle-Grenade et Maracaibo. Le 2 septembre 1822 se déroule des combats en les forces loyalistes dirigées par Francisco Tomás Morales (es) qui mettent en déroute les troupes républicaines de Francisco María Farías.
Entre mars 1864 et novembre 1880, Sinamaica est la capitale du Territoire fédéral Guajira avant que celui-ci ne soit rattaché à l'État de Zulia en 1893. En 1901, Carlos Silverio part de Sinamaica et envahit la partie colombienne de la péninsule de Guajira pour défendre le régime de Cipriano Castro.

## Enseignement
La ville abrite un établissement d'enseignement primaire.

## Économie
L'économie de Sinamaica est essentiellement agricole (huile de coco, élevage ovin, pêche) et artisanale (fabrication de tapis). Un commerce informel et illégal s'exerce avec la Colombie voisine, la frontière est à moins de 40 kilomètres et la ville de Macaio située à 60 kilomètres.

## Lieux d'intérêt
Sinamaica borde la lagune de Sinamaica dont elle est séparée un cordon dunaire. Elle permet d'atteindre la baie de Cocinetas, à l'extrémité nord de l'État, ainsi que des villages indigènes sur pilotis.

## Sources
- (es) Cet article est partiellement ou en totalité issu de l’article de Wikipédia en espagnol intitulé « Sinamaica » (voir la liste des auteurs).